# Montagnea arenaria
Montagnea arenaria är en svampart som först beskrevs av Augustin Pyrame de Candolle, och fick sitt nu gällande namn av Sanford Myron Zeller 1943. Montagnea arenaria ingår i släktet Montagnea och familjen Agaricaceae.   Inga underarter finns listade i Catalogue of Life.